# Megaselia magna
Megaselia magna är en tvåvingeart som beskrevs av Rudolf Beyer 1959. Megaselia magna ingår i släktet Megaselia och familjen puckelflugor. Inga underarter finns listade i Catalogue of Life.